# کووانیستا
کووانیستا (به صربی: Kovanica) یک روستا در صربستان است که در ناحیه پوموراولیه واقع شده‌است.
 کووانیستا  ۱۹۰ نفر جمعیت دارد.